# Pruvotia sopita
Pruvotia sopita — вид безпанцирних молюсків родини Rhopalomeniidae.

## Поширення
Вид поширений на заході Середземного моря біля узбережжя Франції.

## Таксономія
Описаний у 1891 році по голотипу, що спійманий у морі поблизу міста Баніюль-сюр-Мер, французьким морським біологом Жоржем Прюво під назвою Proneomenia sopita. У 1894 році німецький біолог Йоганнес Тіле виділив для виду окремий рід і назвав його Pruvotia на честь Прюво.